# 东敢水库
23°33′36″N 108°29′08″E / 23.559959°N 108.4854717°E
东敢水库是中国广西壮族自治区南宁市上林县境内的一座水库，位于红水河支流清水江上，建于1960年。水库正常库容为1280万立方米，集雨面积为91平方千米，海拔为191米。